# Lombos Dezső
Lombos Dezső (Budapest, 1927. február 20. – 2020. február 10.) magyar bajnok atléta, gátfutó, edző.

## Pályafutása
1927. február 20-án született Lombos Dezső szabómester és Pesádi Etelka gyermekeként Budapesten. A Kossuth Lajos Kereskedelmi Középiskolában érettségizett. 1959-ben a Testnevelési Főiskolán testnevelő tanári, majd 1967-ben atléta szakedzői diplomát szerzett.
1946 és 1948 között a KAOE, 1949 és 1958 az MTK (Textiles, Bástya SE, Bp. Vörös Lobogó), 1958–59-ben a PVSK atlétája volt. Edzői: Keresztúri Géza, Vadas József, Agócs Jenő és Farkas Mátyás voltak. 1948 és 1958 között válogatott kerettag volt. Tíz bajnoki címet nyert: négyet egyéniben, hatot váltóban. Az első kettőt még a KAOE színeiben szerezte, a többit már az MTK versenyzőjeként. Egyéni legjobbja 400 m gáton 52.5 volt.
1957-től edzőként is tevékenykedett. Többek között a BVSC, Újpesti Dózsa, MTK, Soroksári VOSE illetve a MAFC edzője volt. Tanítványai közül Farkas Tibor, Istóczki József, Rózsa István, Mélykúti Béla, Bartha Attila, Ringhoffer Zsolt, Árva István, Benkő János magyar bajnokok lettek.

## Családja
1952-ben kötött házasságot Füller Etelka statisztikussal. Két lányuk született Éva (1954) és Márta. Unokái Vanek Ákos (1984) és Vanek Margit (1986) triatlonversenyzők, Vanek Bálint (1980) úszó.

## Sikerei, díjai
Magyar bajnokság
- 400 m gát
  - bajnok: 1948, 1949, 1950, 1955
- 4 × 400 m váltó
  - bajnok: 1946, 1950, 1954
- 4 × 200 m váltó
  - bajnok: 1949, 1950
- 4 × 100 m váltó
  - bajnok: 1950